# Шоанинский храм
Шоанинский храм ( карач.-балк. Чууана клиса, осет. Суаны Уастырджы) — христианский собор, относящийся к исторической Аланской епархии, возведённый в конце X века, расположенный на территории современной Карачаево-Черкесии. Церковь представляет собой купольный храм типа вписанного креста и повторяет, некоторым образом модифицируя, формы Северного Зеленчукского храма.

## Описание
Расположен на юго-восточном отроге горы Шоана (карач.-балк. Чуўана), на левом берегу Кубани, в стратегически важном месте неподалёку от её слияния с Тебердой. В настоящее время здание находится над селом, где преимущественно живут осетины-переселенцы, селом имени Коста Хетагурова в 7 км к северу от города Карачаевска.
Храм выполнен в византийской архитектурной традиции и в плане представляет трёхапсидное (апсиды чуть сужены относительно нефов), трёхнефное, крестово-купольное здание с четырьмя квадратными столпами, несущими трёхступенчатые подпружные арки и главу. Длина здания с запада на восток — 12,9 м, высота равна длине, ширина по западному фасаду — 8,9 м. Храм имеет два закрытых сводчатых притвора с северной и южной сторон. Форма первоначального покрытия храма не вполне понятна. На данный момент восстановлена щипцовая крыша, но существует версия о том, что ранее черепица крепилась на полукруглые «закомары». Храм имеет восьмигранный, восьмиоконный барабан: каждая грань завершается нависающей бровкой-архивольтом на расположенных на углах консолях, общих для соседних арок. Современное многогранное покрытие барабана не опирается на какие-либо научные данные.
Традиционная для византийских построек плинфа используется лишь в арках, основной объём сложен из песчаниковых квадров грубой обработки на извести, с буто-бетонным заполнением внутри стены. Окна также перекрыты не аркой из плинфы, а камнем с выточенным в нём полукруглым завершением. В кладке видны многочисленные отверстия для лесов, а в отверстии в западной части южной стены даже сохранился кусок деревянной балки, которую строители не смогли вынуть и отпилили. Для возведения храма потребовались мощные каменные субструкции. Фасадный декор церкви очень скуп: присутствует карниз из каменных плиток, плинфяные бровки на барабане и каменные бровки над некоторыми окнами. Снаружи Шоанинский храм, как и все аланские купольные храмы, был покрыт тонким слоем штукатурной затирки-обмазки (читается на швах), а внутри оштукатурен и украшен орнаментами.

## История
Склон, на котором расположен храм, ранее был плотно заселён, о чем свидетельствуют остатки многочисленных древних построек. В поселении, как и внутри самого храма, осталось большое количество погребений. Несмотря на это, изначальная функция храма остается неизвестной. Шоанинский храм представляет собой уменьшенную копию Северного Зеленчукского (без нартекса и западного притвора). Безусловным доказательством копирования является характерное объединение восточных угловых ячеек и боковых вим в единый компартимент с одной слепой аркой на боковой стене. А. Ю. Виноградов и Д. В. Белецкий полагают, что храм построила местная артель, повторяющая престижный образец, но технически лучше обученная и свободно трактовавшая выбранную форму. Идентифицировать артель с конкретной школой на данный момент затруднительно.
В конце XIX в. Шоанинский храм был превращен в церковь скита Александро-Афонского монастыря. Храм был оштукатурен, была заменена крыша, а приделы перестроены.

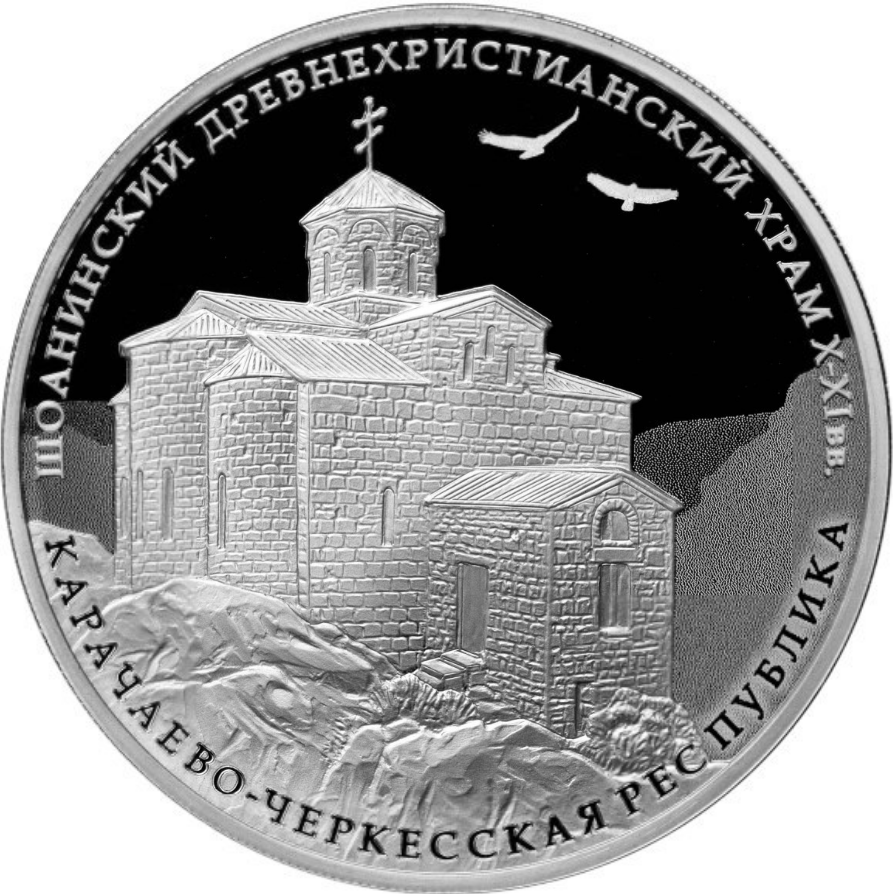
Монета Банка России

В 2007 году жители села имени Коста Хетагурова после ряда обращений в правительство республики произвели самовольный ремонт собора. При этом была грубо сбита поздняя штукатурка в интерьере храма, под которой находилась просматривавшаяся и до этого первоначальная обмазка. В результате часть этой обмазки погибла, а на открывшихся частях в настоящее время имеются остатки древней декоративной росписи, греческие, арабские, грузинские, армянские и русские надписи различных эпох и многочисленные северокавказские родовые знаки-тамги. Восточная часть храма, смотрящая на село, была побелена.
30 апреля 2011 года неизвестные подожгли храм, однако пожар был быстро ликвидирован, и внутреннее убранство и иконы не пострадали.
16 февраля 2016 года в России выпущена в обращение серебряная памятная монета номиналом 3 рубля, посвящённая Шоанинскому храму.
В современное время Шоанинский храм, скальное захоронение и руины Аланского поселения Х-XI веков образуют Шоанинский историко-архитектурный комплекс. Ранее он входил в состав Государственного Карачаево-Черкесского историко-культурного и природного музея-заповедника имени М. О. Байчоровой, а в 2018 году был переведён в состав Аланского христианского центра на Северном Кавказе, который был образован в 2017 году и из контроля за деятельностью которого исключено Министерство культуры России. Конгресс карачаевского народа раскритиковал это решение, утверждая, что передача незаконна, а у центра нет ни опыта, ни квалификаций в области сохранения и использования подобных памятников.

## Галерея

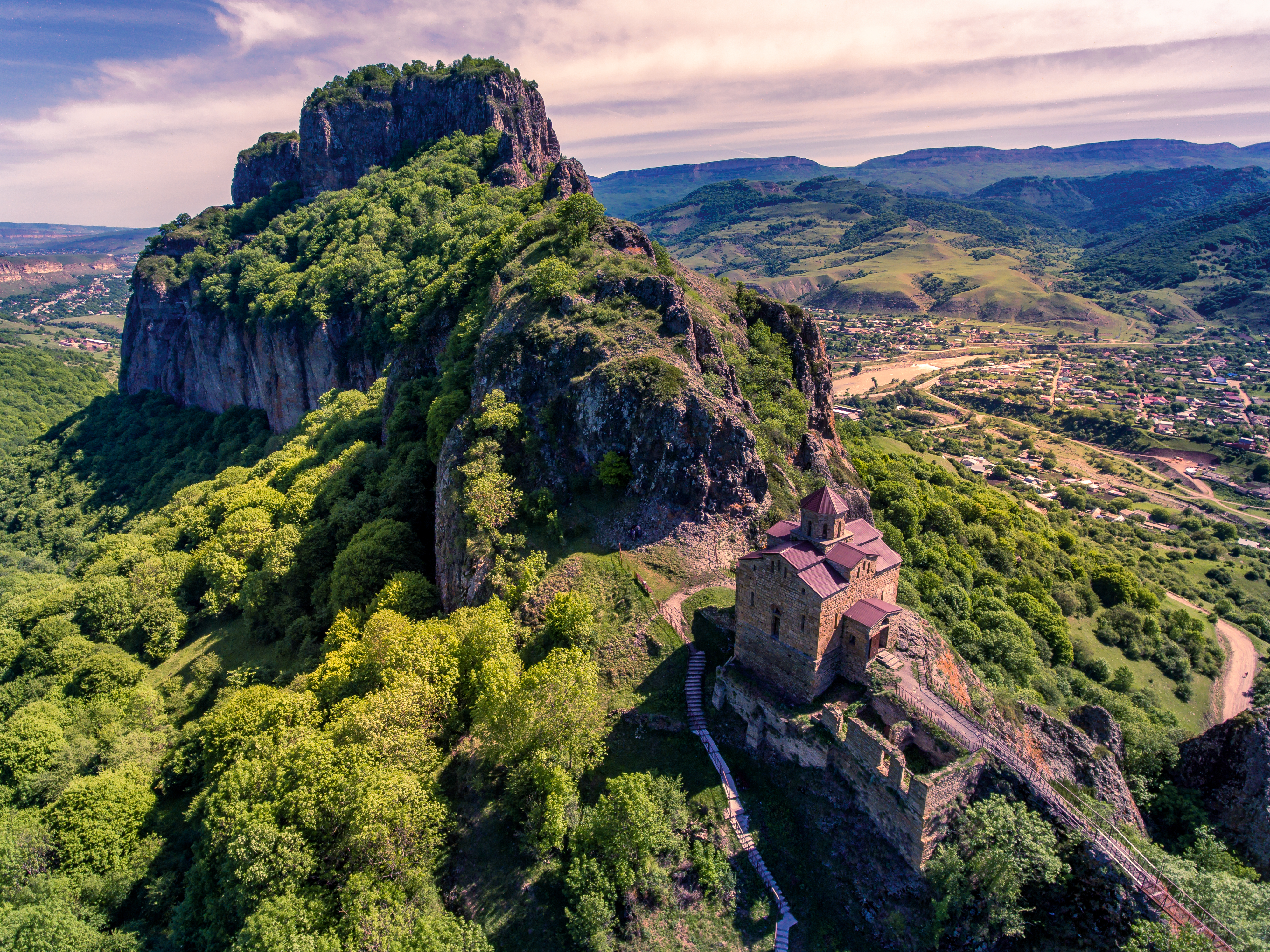
Панорамный вид на Шоанинский храм, г. Шоана и поселок им. Коста Хетагурова
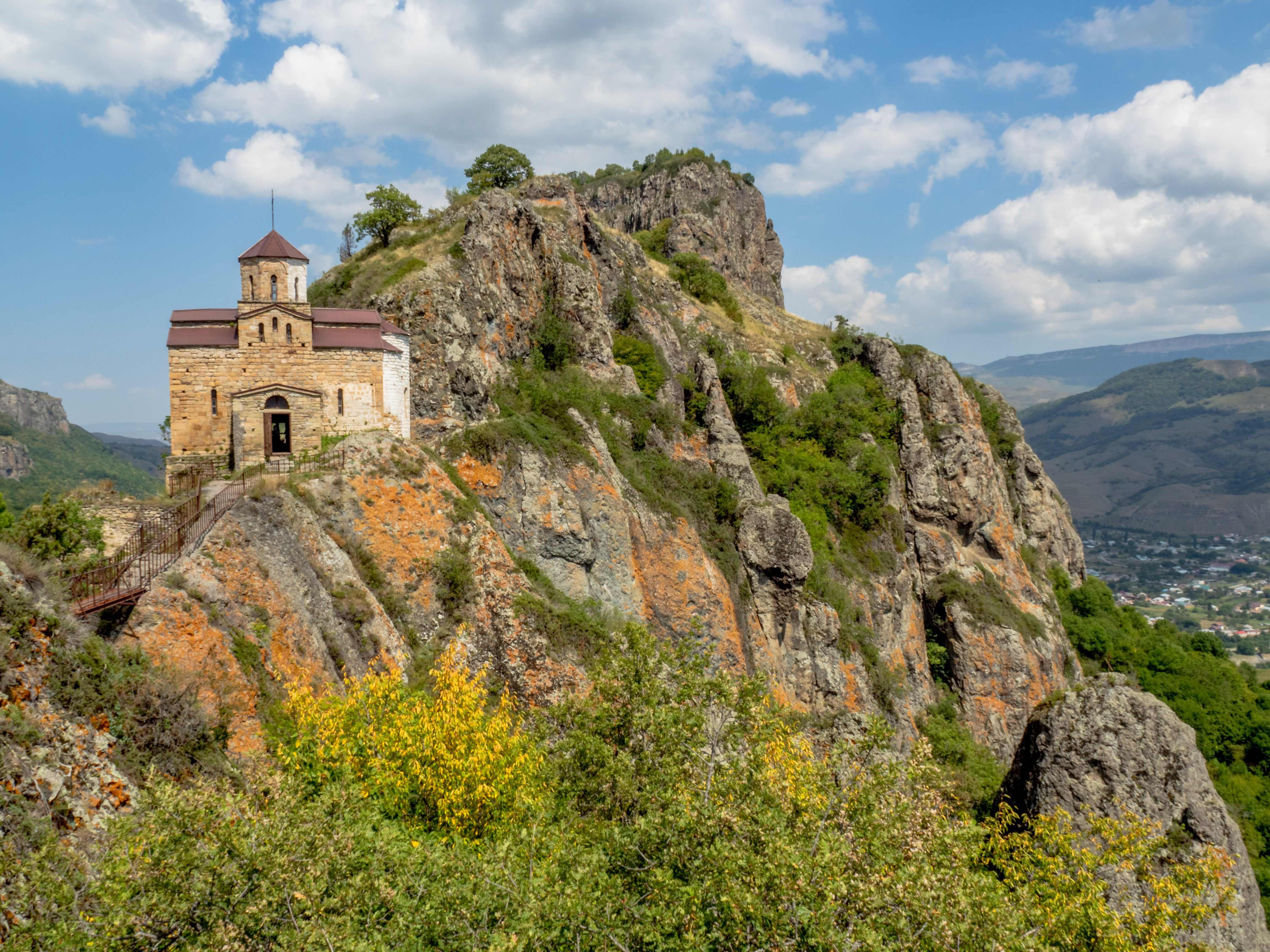
Вид с южной стороны
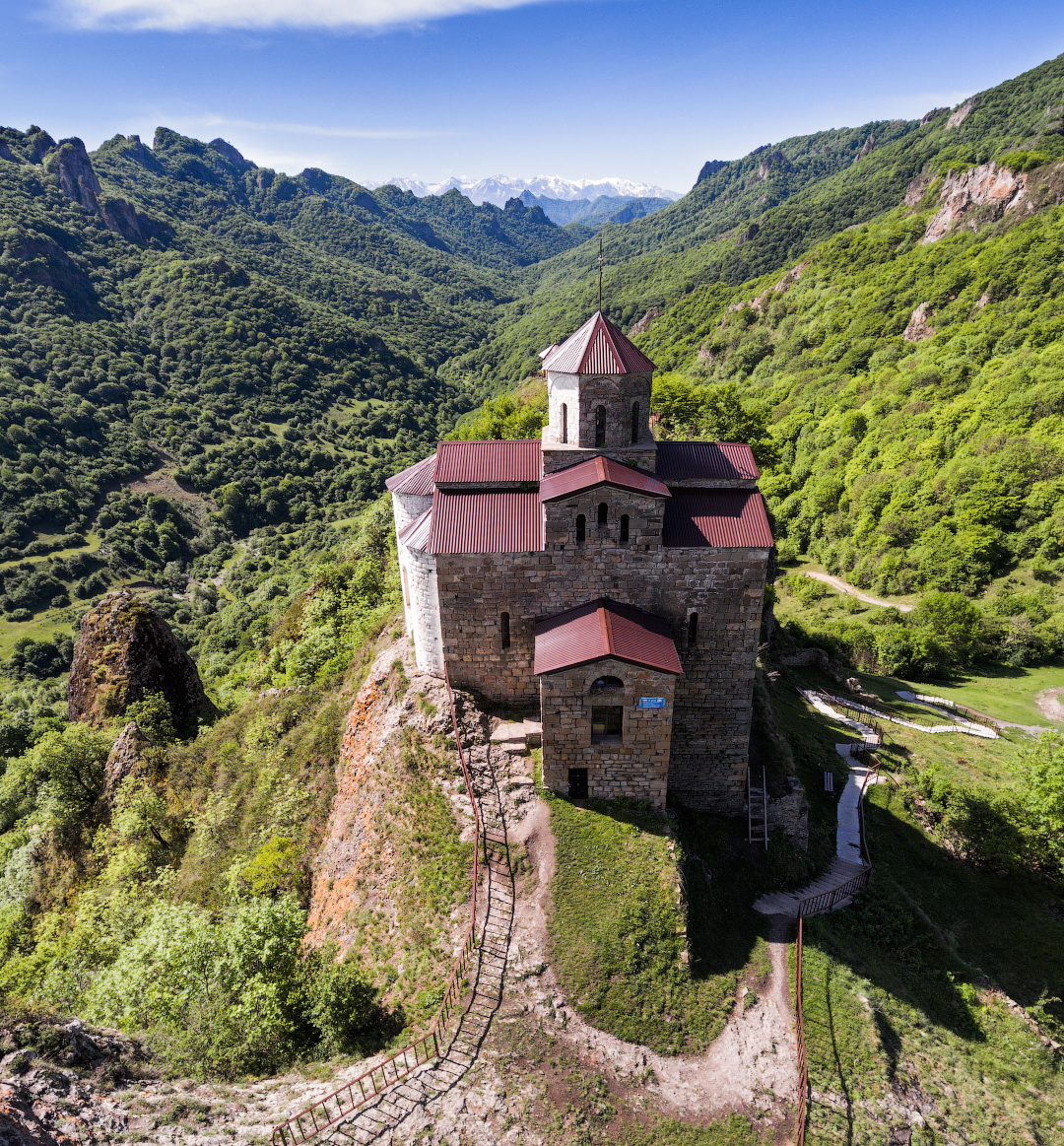
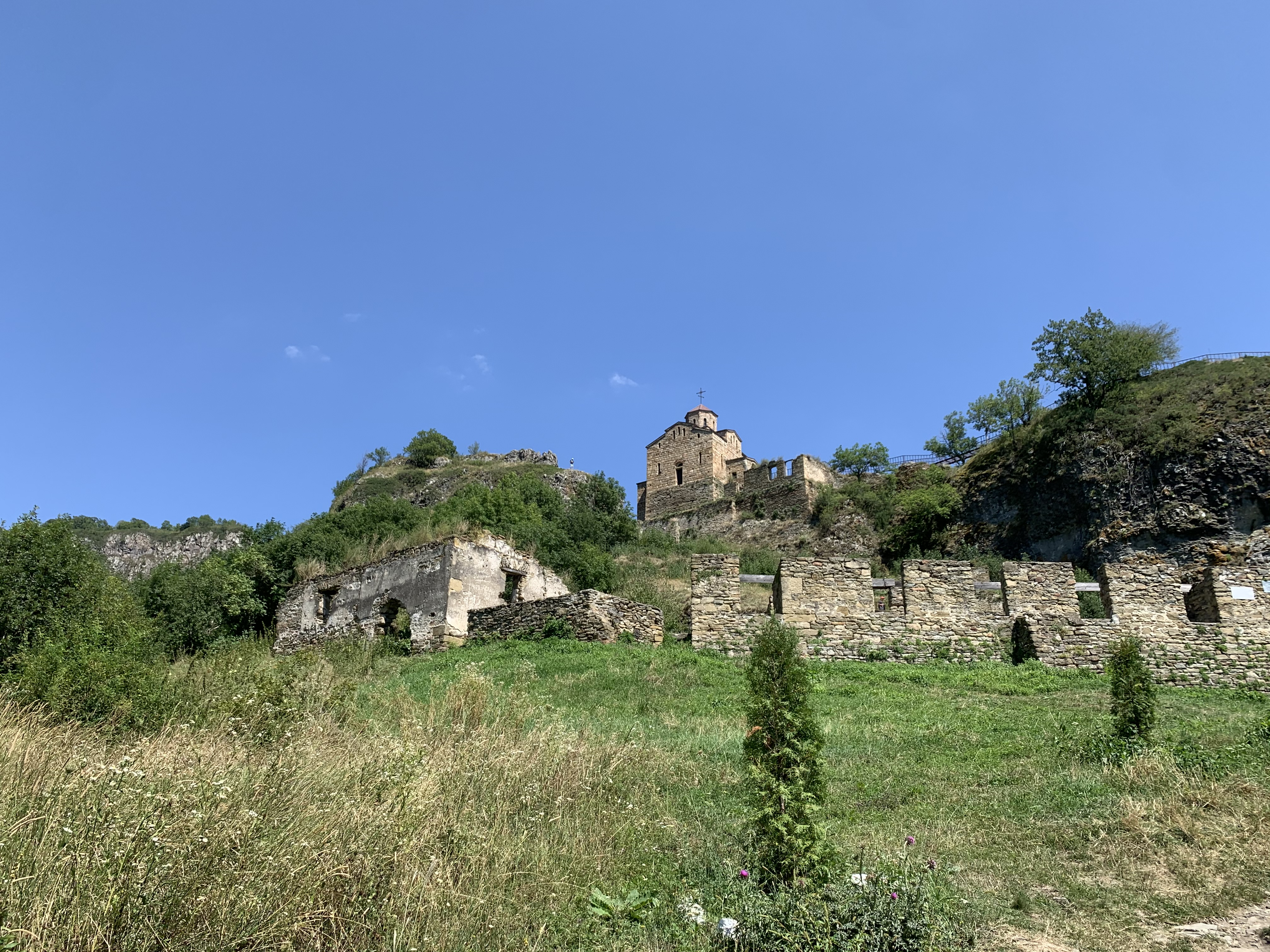
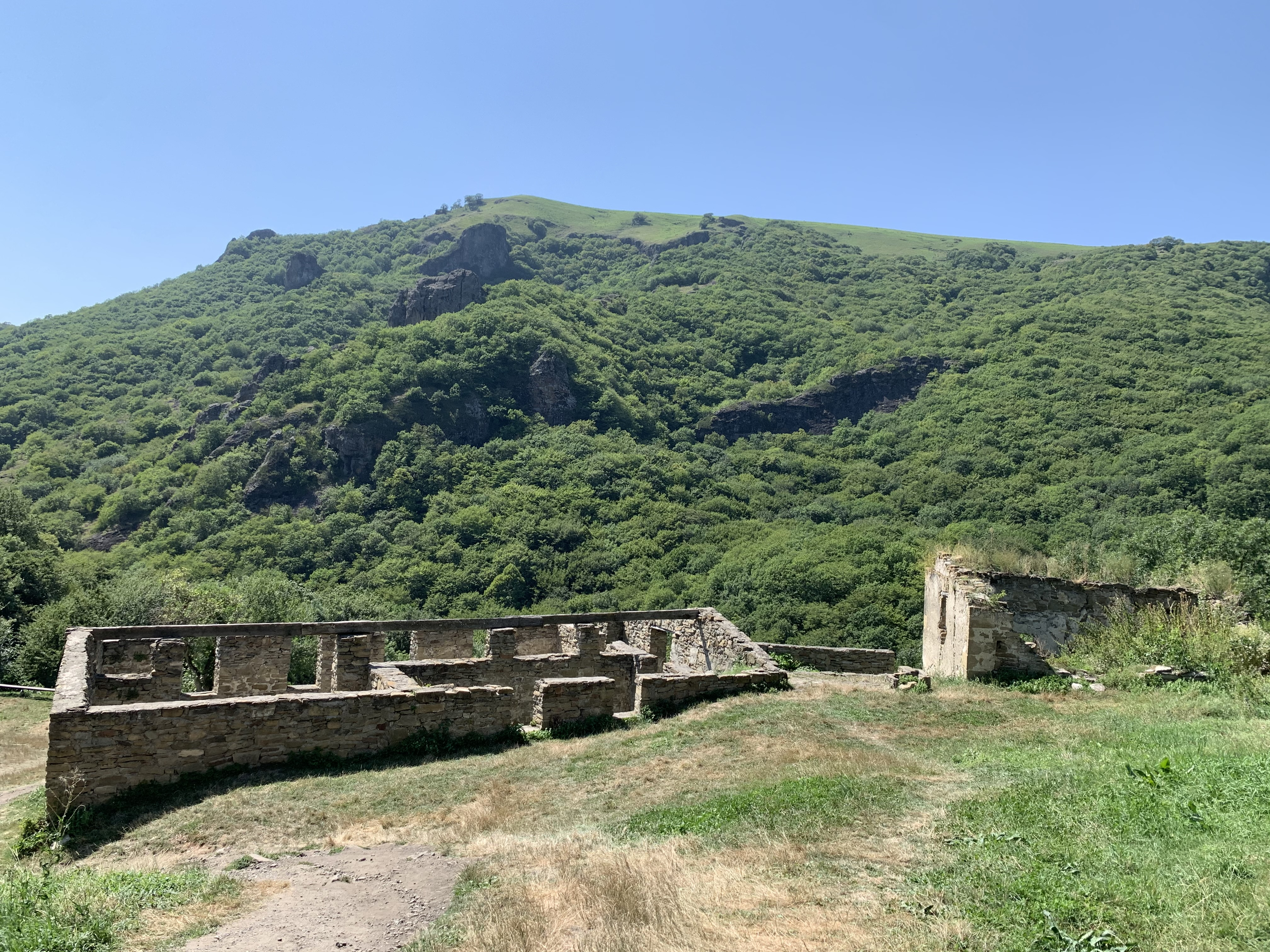
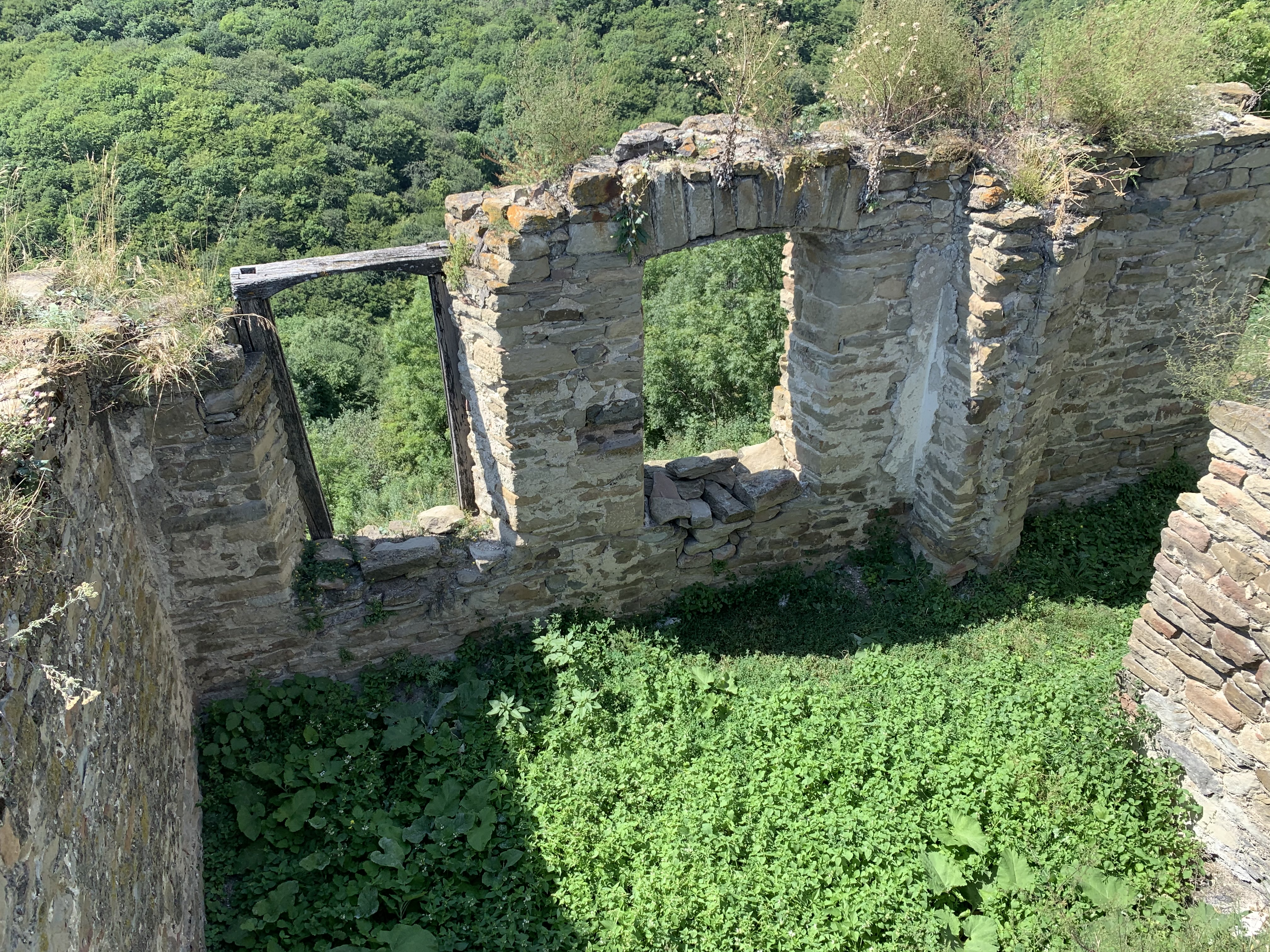
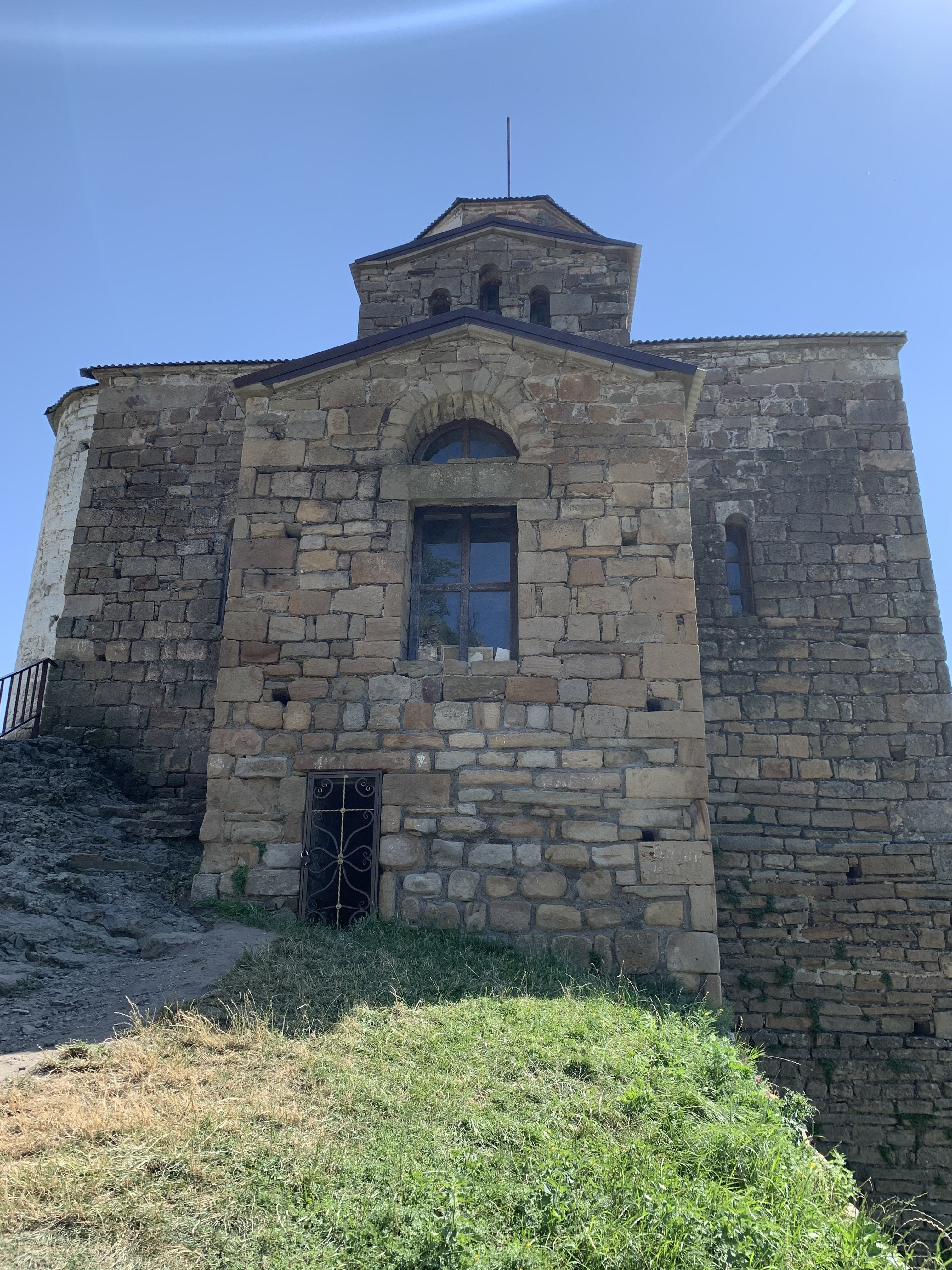
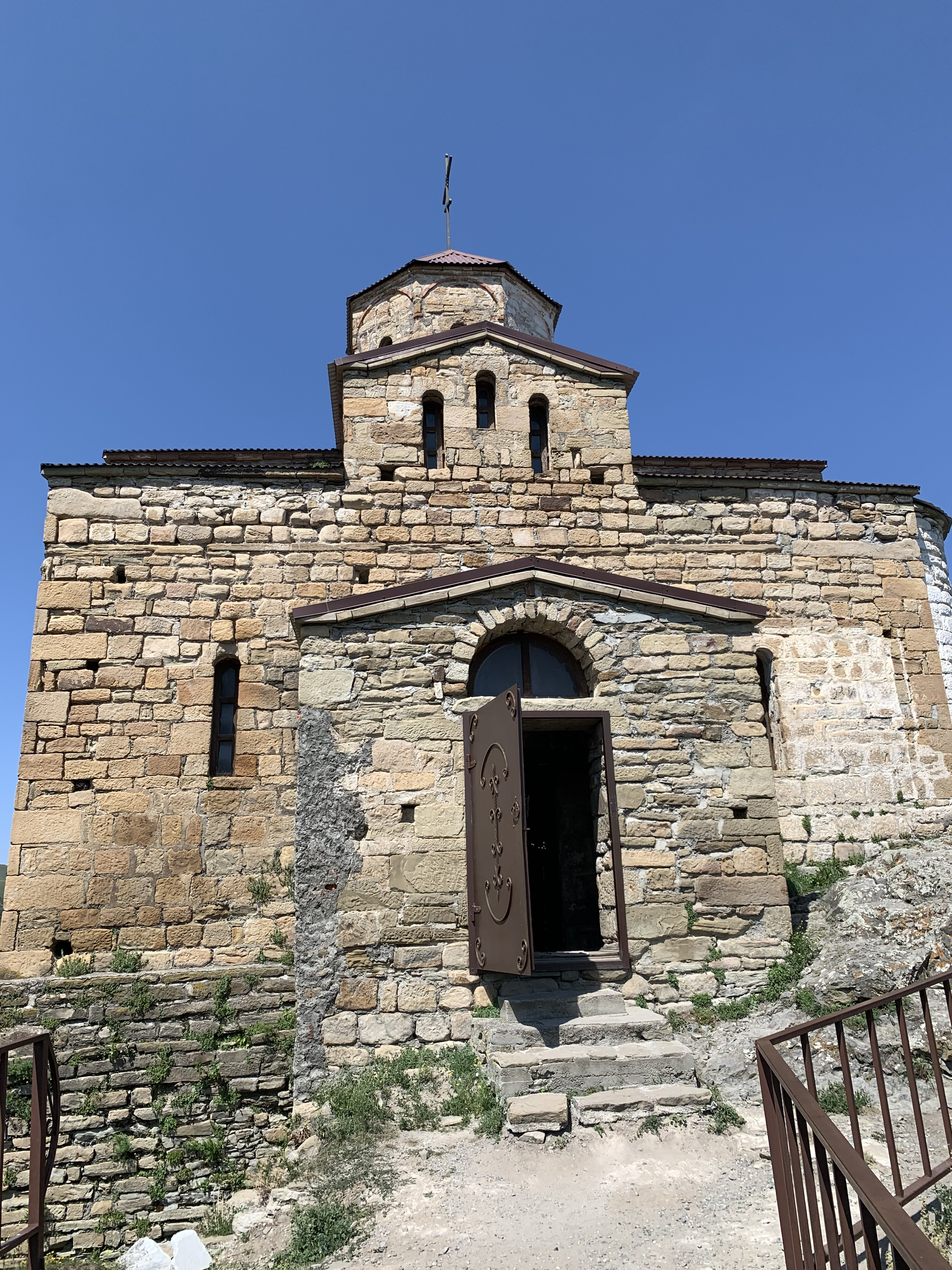
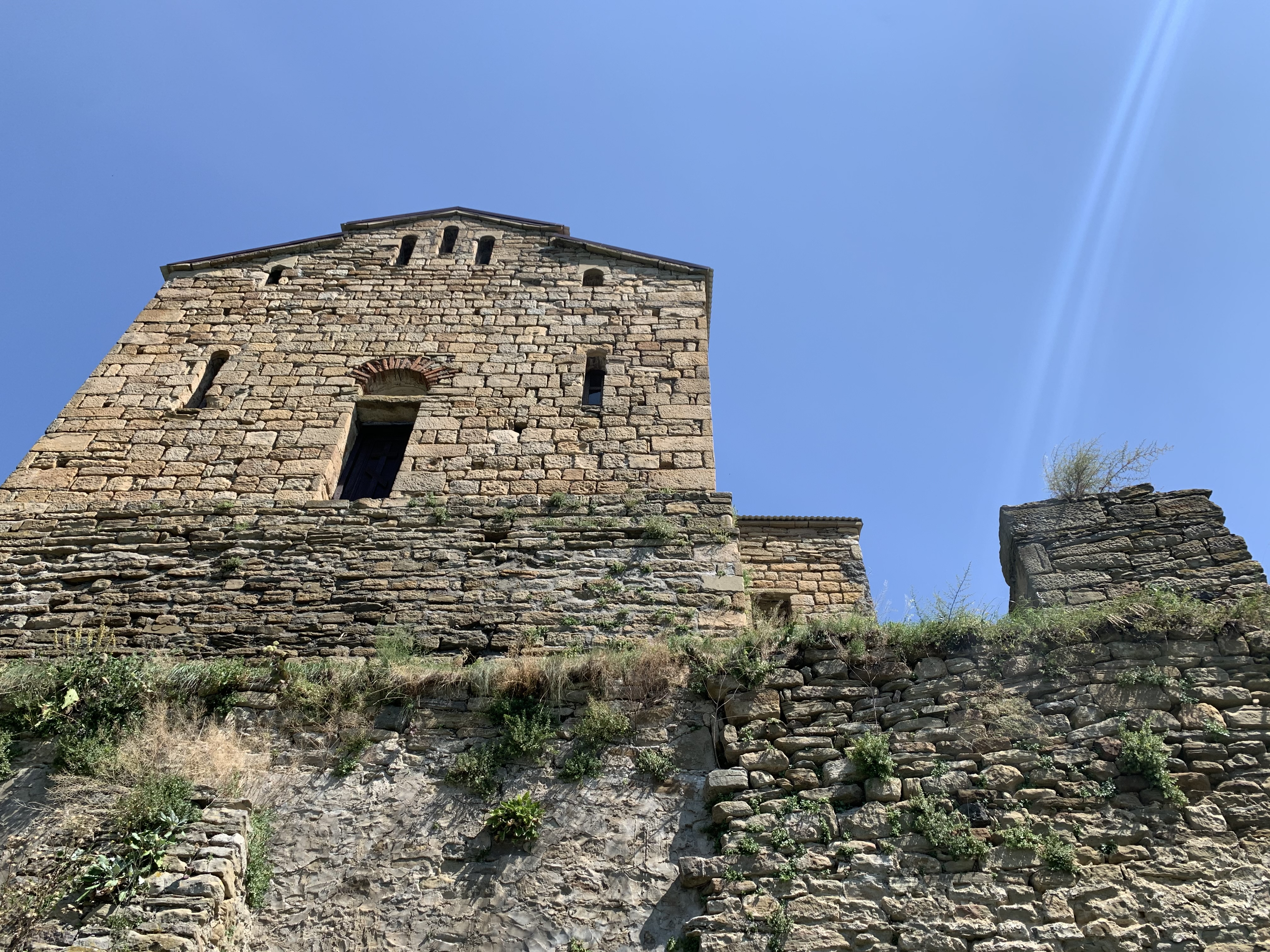
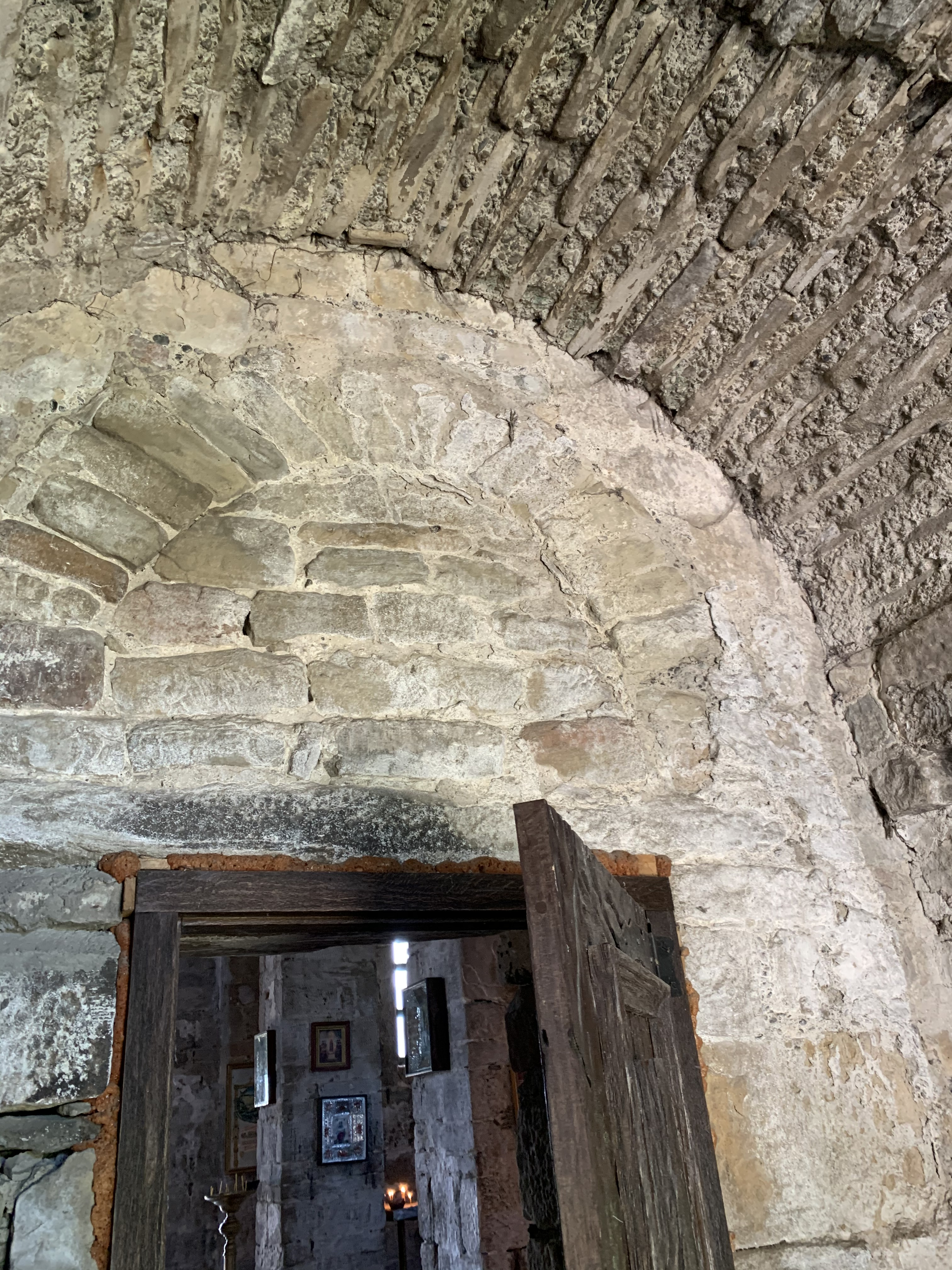
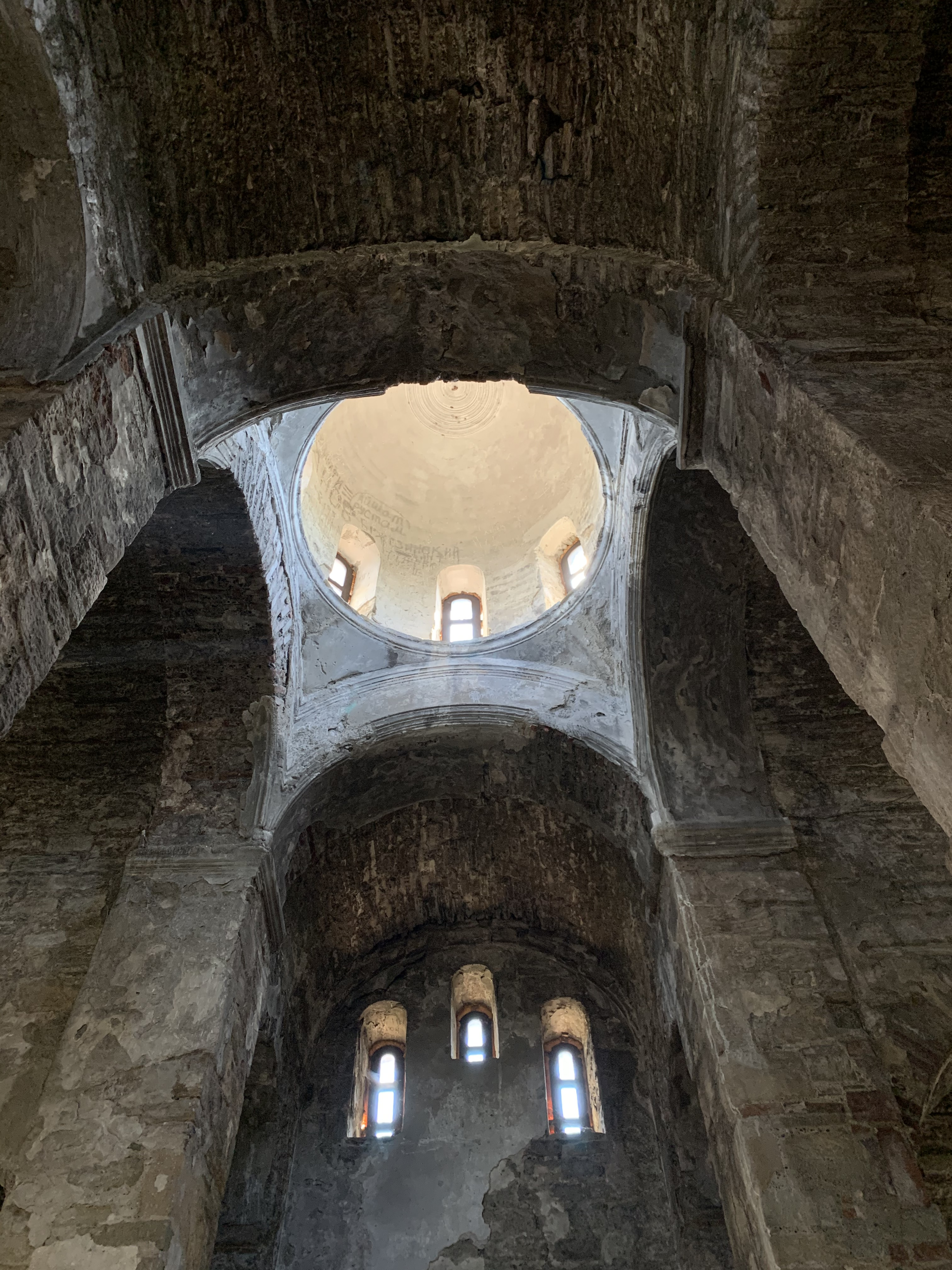
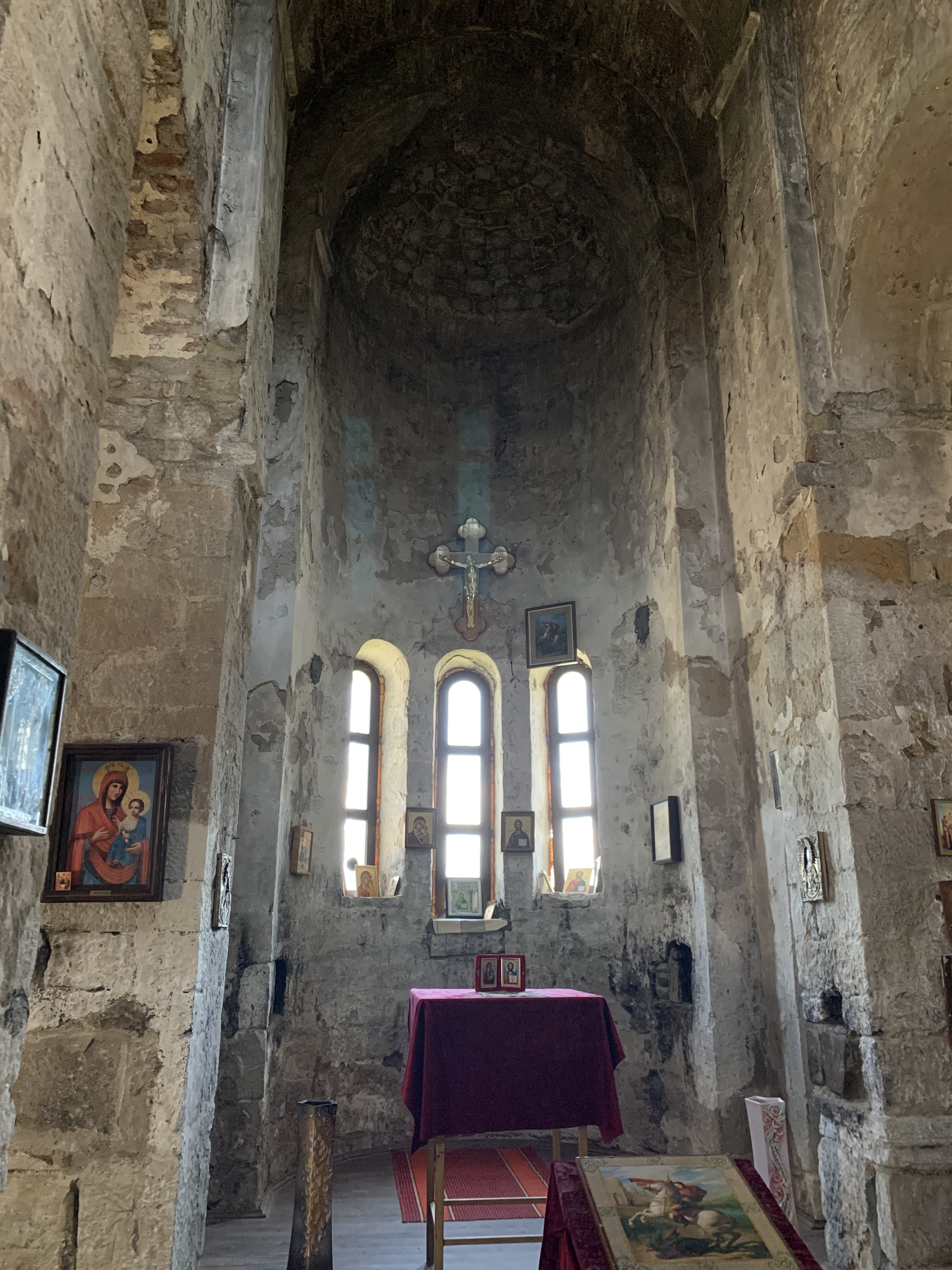
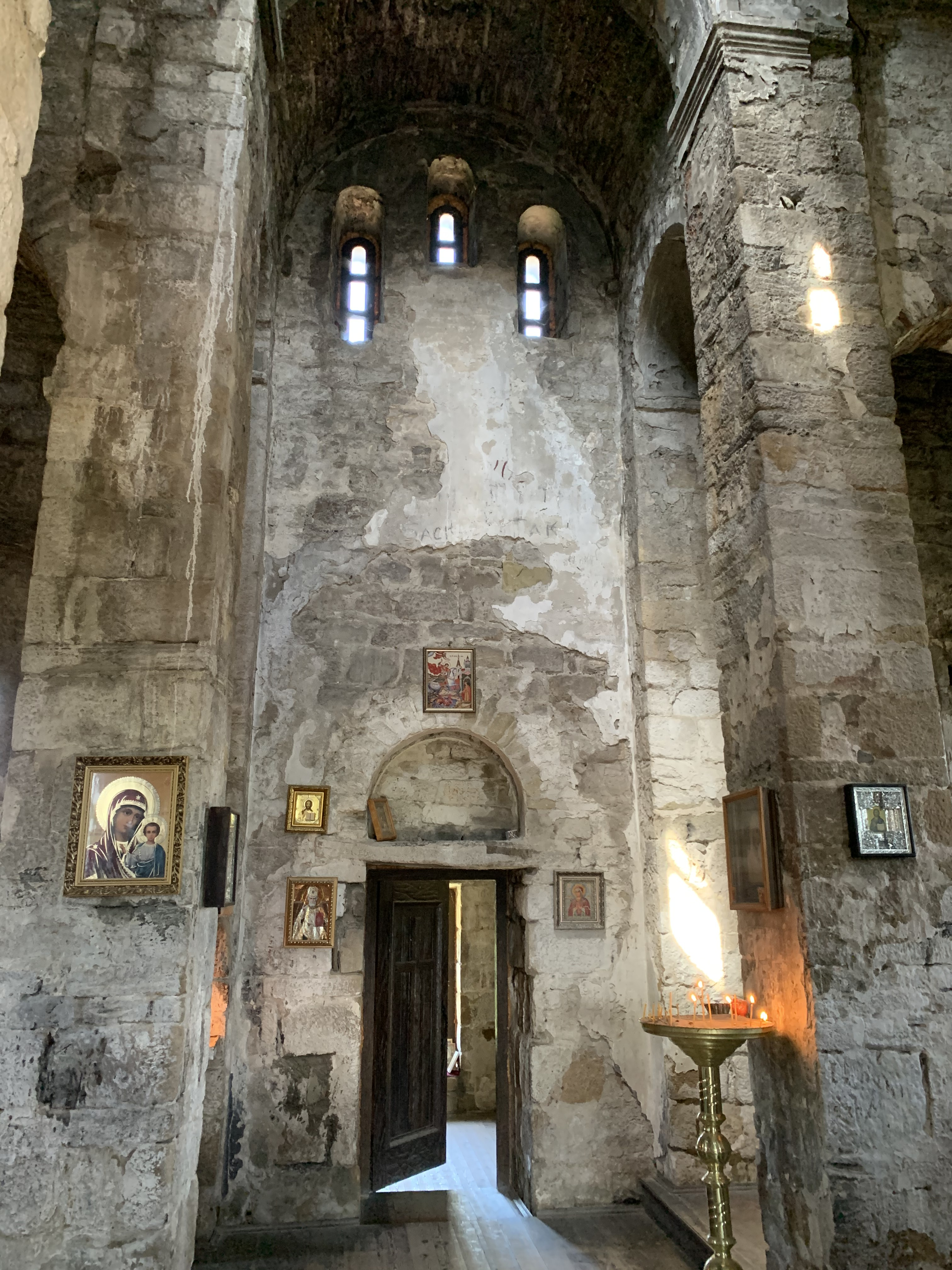
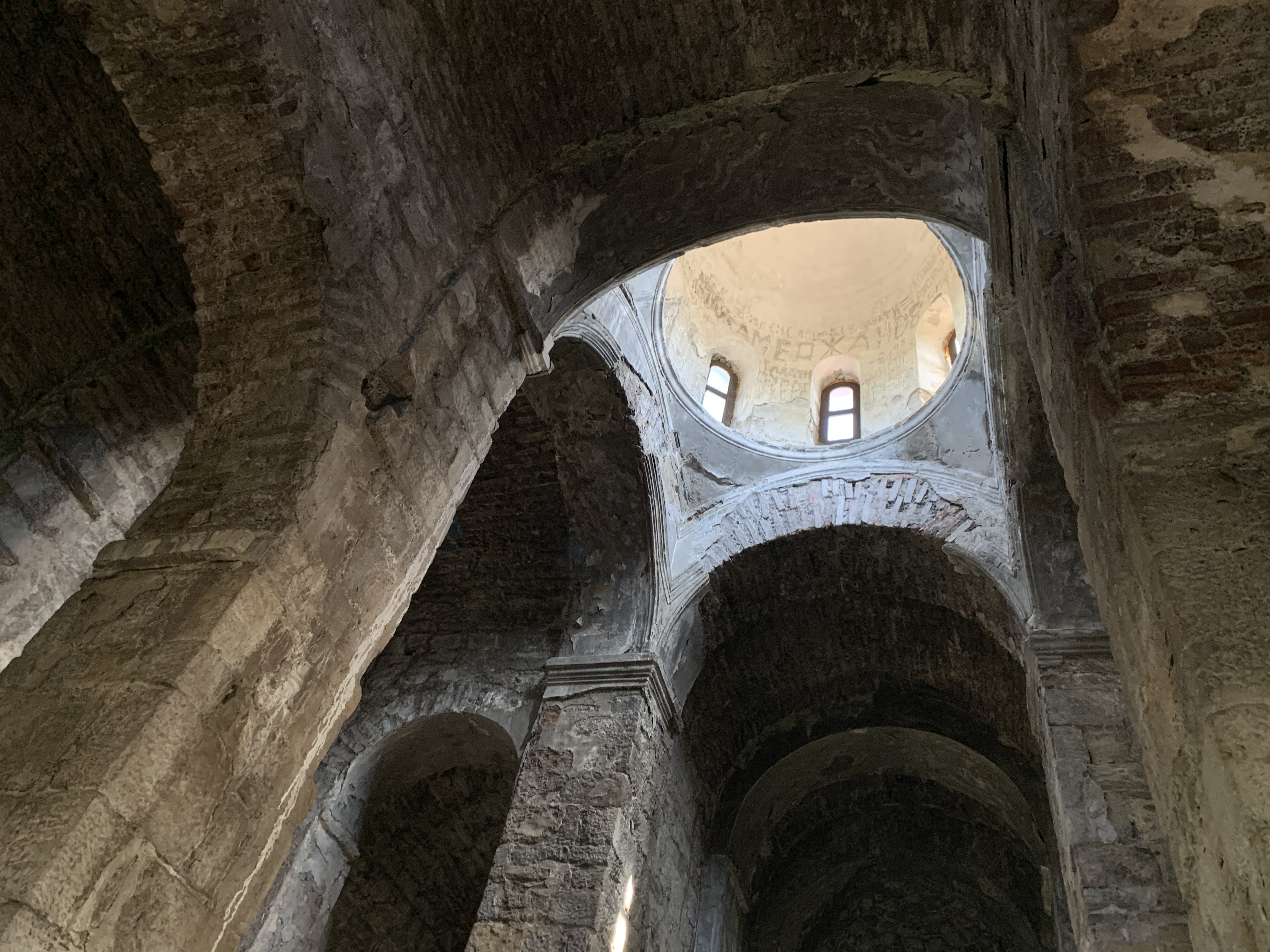
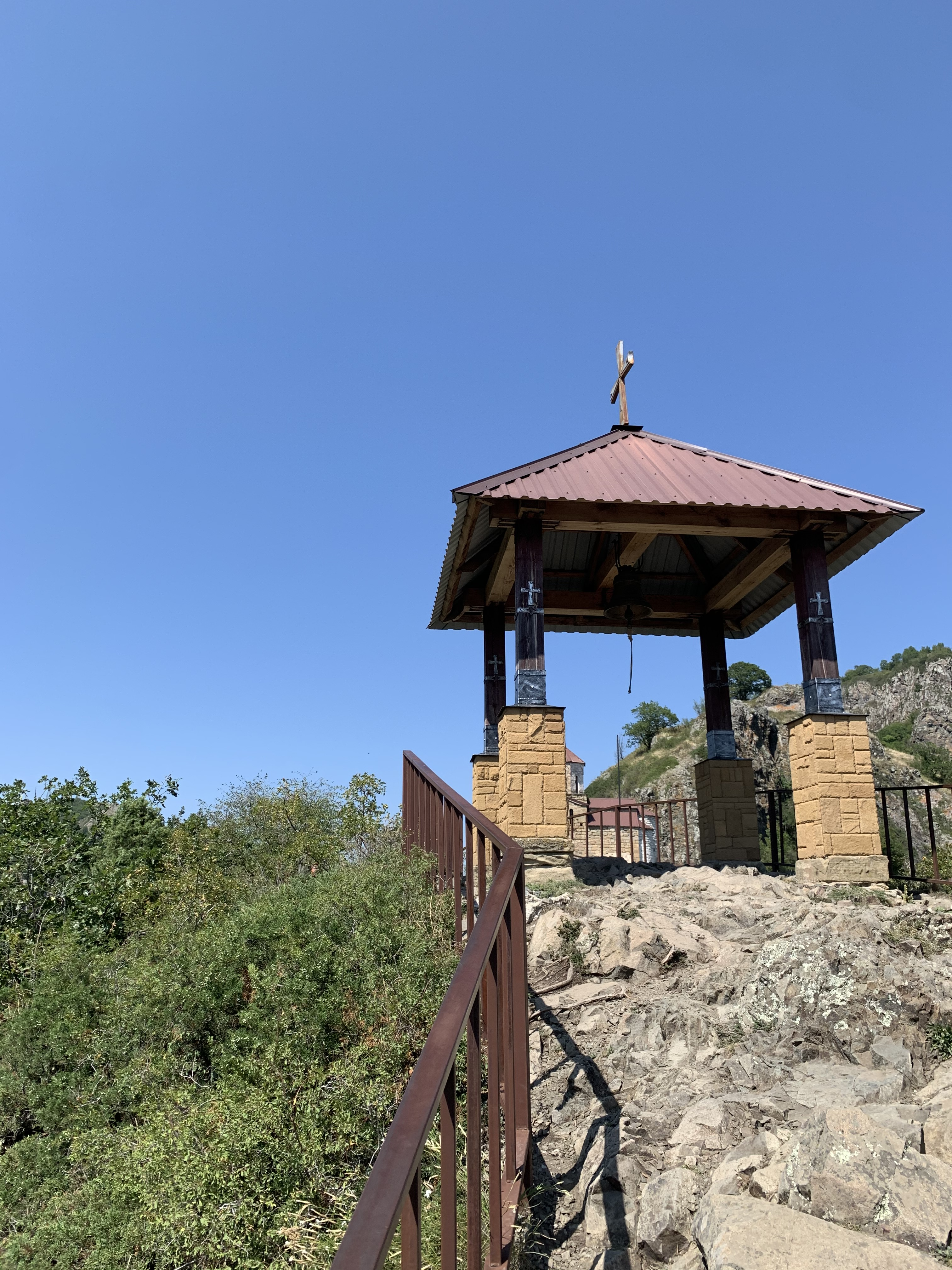